# Эликсир (фильм, 1995)
«Эликсир» (в титрах — «Das Elixier») — фильм-фантазия режиссёра Ирины Евтеевой по мотивам романтических произведений Э. Т. А. Гофмана. Снят на киностудии «Ленфильм» в 1995 году с широким использованием мультипликации. Лауреат нескольких российских и международных наград.

## Сюжет
Мистическая философская притча по мотивам произведений  Гофмана о таинственном мире, населённом огненными саламандрами и чёрными драконами. Некий сочинитель, искушаемый загадочным незнакомцем, выпивает волшебный эликсир и попадает в Зазеркалье. Там его, превращённого в студента-медика Теодора, ожидает череда мистических встреч и трансформаций. Все приключения оборачиваются игрой богатого творческого воображения сочинителя.  

## В ролях
- Светлана Свирко — Олимпия
- Сергей Щербин — сочинитель, Теодор
- Семён Стругачёв — незнакомец, колдун, тень, художник
- Сергей Бехтерев — текст от автора

## Художественные особенности
«Эликсир» строго выстроен как драматургически (делится на главы, логически соединяется закадровым текстом от автора), так и стилистически (отсутствует визуальное буйство, свойственное Ирине Евтеевой в предыдущих работах; ему противопоставлено точно подогнанное соединение разномастных фактур, которые складываются в «бесшовный, по-волшебному мерцающий кинотекст»).

## Награды
- 1995 год — Приз «Серебряный гвоздь» в конкурсе дебютантов и Приз федерации киноклубов России на кинофестивале в Суздале.
- 1995 год — Специальный приз жюри на кинофестивале «Окно в Европу» (Выборг, Россия).
- 1995 год — Первый Приз на международном кинофестивале короткометражных фильмов в Драме (Греция).
- 1996 год — Гран-при «Гранатовый браслет» на кинофестивале «Литература и кино» в Гатчине.
- 1996 год — Призы за лучшую музыку, лучшую работу оператора, лучшую работу звукооператора на I Открытом российском фестивале анимационного кино в Тарусе.
- 1995 год — Номинация на приз киноакадемии «Ника» в категории «Лучший анимационный фильм».